# Cenwalh (évêque de Londres)
Pour le roi du Wessex, voir Cenwalh.
Cenwalh ou Coenwalh est un prélat anglais de la fin du VIIIe siècle. Il est évêque de Londres aux alentours de 793.

## Biographie
On ne sait presque rien de Cenwalh. Sa présence est attestée à deux synodes, le premier tenu à Chelsea en 793 et le second tenu à Clofesho entre 793 et 796. Dans les listes épiscopales, il figure entre Eadgar (uniquement mentionné en 789) et Eadbald (uniquement mentionné en 796).